# Deborah Calì
Deborah Calì (Imperia, 22 luglio 1970) è un'attrice italiana.

## Biografia
Frequenta alcuni stage con Susan Strasberg. Giovanissima debutta, come figurante, nel programma tv DOC di Renzo Arbore, in onda alla fine degli anni Ottanta sulla Rai. Recita nel periodo dal 1988 al 1994 in una decina di film, principalmente a sfondo erotico, diventando musa di Ninì Grassia oltre a essere diretta da Tinto Brass e Roberto D'Agostino.
Il suo primo film è Nuda è arrivata la straniera, diretta da Lorenzo Onorati che le affida un ruolo principale. Poi è impegnata in Malizia oggi nell'ultimo film di cui cura la regia Sergio Bergonzelli e quindi in Sapore di donna diretta da Roy Garrett (alias Mario Gariazzo). Viene valorizzata da Ninì Grassia che la lancia in Provocazione fatale e in La bambola. Nel 1991 viene scelta da Tinto Brass che prima le affida un ruolo minore in Paprika e successivamente uno da protagonista nel cortometraggio Ultimo metrò in cui recita anche lo stesso regista, per la serie di dodici Corti circuiti erotici.
A teatro recita in Una volta nella vita di Giuseppe Patroni Griffi. Nel 1997 in tv, recita nel film di Massimo Martelli Un giorno fortunato al fianco di Fabio Fazio e Claudio Bisio. Sempre in televisione, partecipa, come "complice" ad alcuni episodi della trasmissione Scherzi a parte. L'ultimo lavoro è una piccola parte in Concerto in onde corte, cortometraggio di Gian Paolo Vallati del 2002, dopodiché scompare dalle scene.

## Filmografia
- Nuda è arrivata la straniera, regia di Lorenzo Onorati (1989)
- Malizia oggi, regia di Sergio Bergonzelli (1990)
- Sapore di donna, regia di Mario Gariazzo (1990)
- Provocazione fatale, regia di Ninì Grassia (1990)
- Paprika, regia di Tinto Brass (1991)
- Malù e l'amante, regia di Pasquale Fanetti (1991)
- La bambola, regia di Ninì Grassia (1991)
- Mutande pazze, regia di Roberto D'Agostino (1992)
- La ragnatela del silenzio - A.I.D.S., regia di Leandro Lucchetti (1994)
- Ultimo metrò, episodio di Corti circuiti erotici, regia di Andrea Prandstraller (1999)